# 100231 Monceau
100231 Monceau è un asteroide della fascia principale. Scoperto nel 1994, presenta un'orbita caratterizzata da un semiasse maggiore pari a 3,9529553 UA e da un'eccentricità di 0,2944846, inclinata di 2,78695° rispetto all'eclittica.